# Königstor (Ḫattuša)

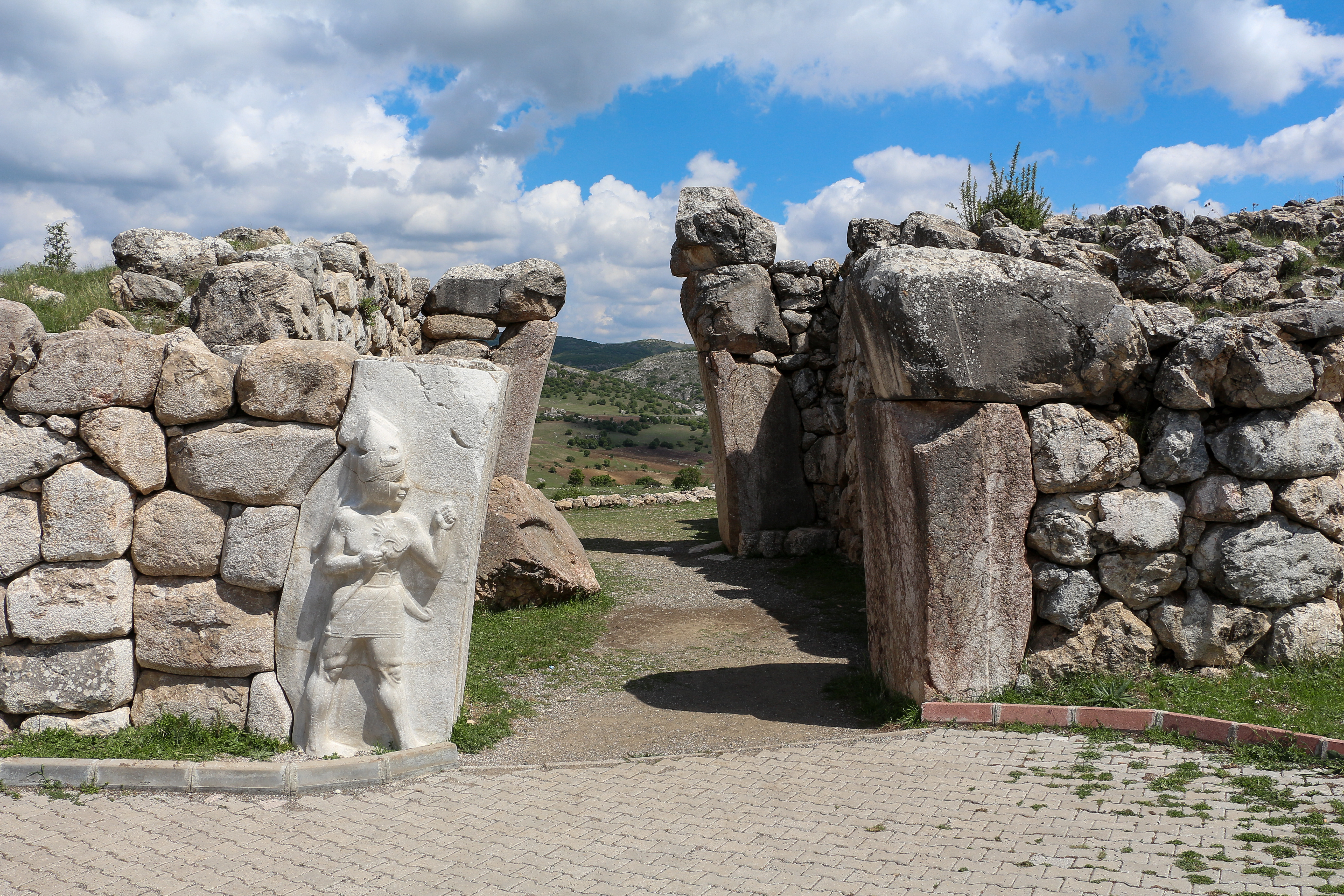
Königstor von Westen

Das Königstor ist eines der fünf bekannten Stadttore in der Außenmauer der hethitischen Hauptstadt Ḫattuša. Der Name bezieht sich auf ein Relief auf der Stadtseite der monumentalen Toranlage. Heute wird die abgebildete Kriegerfigur meist als Gott gedeutet.

## Lage
Das Areal von Ḫattuša liegt im nördlichen Zentralanatolien in der Türkei beim Ort Boğazkale (früher und in der archäologischen Literatur Boğazköy). Die Stadt ist von einer 6,6 Kilometer langen Außenmauer umgeben. In deren Verlauf wurden bis heute fünf monumentale Toranlagen entdeckt, von Westen nach Osten das untere und das obere Westtor, das Löwentor, das Sphinxtor und das Königstor. Das Königstor ist das östlichste der Tore, es liegt im Südosten des Stadtgeländes an der modernen Straße, über die die heutigen Besucher das Gelände erkunden können. Sie folgt etwa einer hethitischen Straße, die sich, von Kesikkaya kommend, nach Süden und dort in weitem Bogen an der Befestigungsmauer entlangzog. Am Königstor bog sie vom Mauerverlauf ab in Richtung Nordwesten zur Königsburg Büyükkale. Auf der gegenüberliegenden Straßenseite sind die Grundmauern der Tempel 2, 3 und 5 zu sehen, nordwestlich dahinter liegt das Tempelviertel der Oberstadt. Auf der Außenseite des Tores schloss sich vermutlich eine Fernstraße an.

## Forschungsgeschichte
Schon Carl Humann hatte den ungefähren Ort des Tores vermutet. Theodor Makridi lokalisierte es dann genauer und legte 1906 die Front zum Teil frei. Die Ausgräber um Otto Puchstein gruben es dann 1907 aus und entdeckten dabei das Kriegerrelief. Es wurde noch im gleichen Jahr nach Ankara ins Museum für anatolische Zivilisationen verbracht. 1968 wurde am Königstor eine Kopie des Originals aufgestellt, die allerdings von Besuchern beschädigt und zu einem späteren Zeitpunkt ersetzt wurde.

## Beschreibung

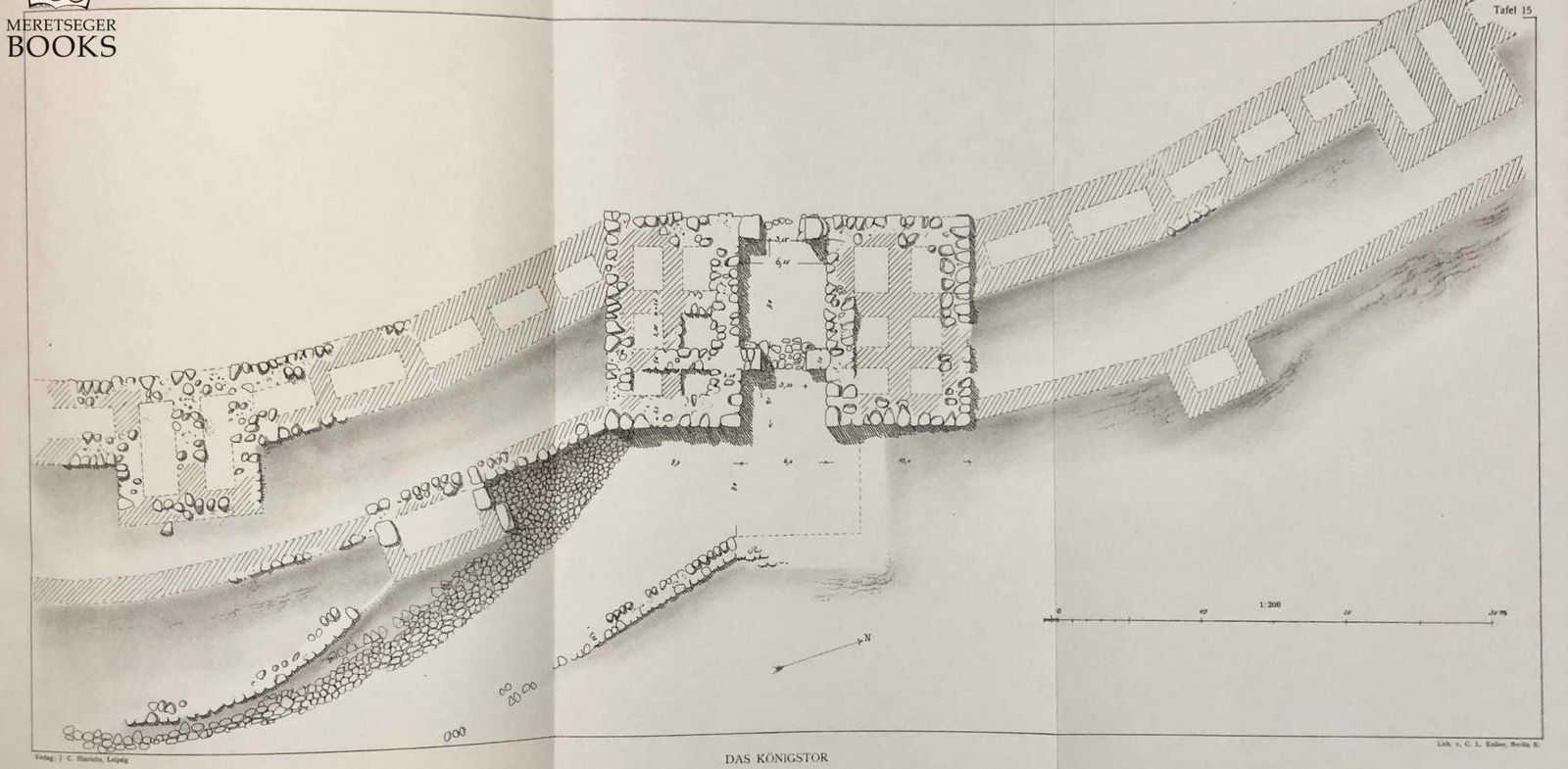
Königstor nach Puchstein, Lithographie von Heinrich Kohl

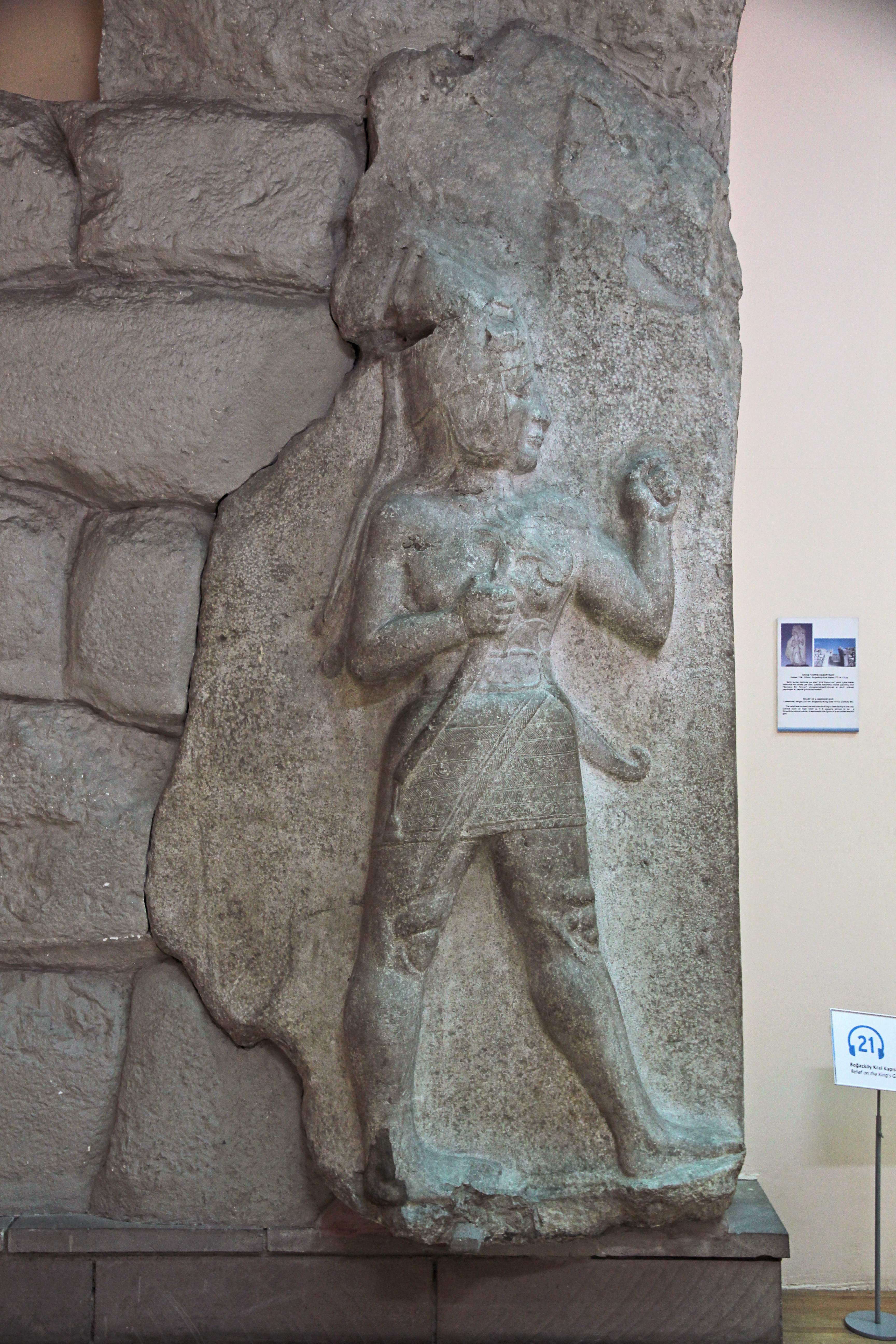
Original des Kriegerreliefs im Museum Ankara

Ebenso wie alle anderen äußeren Tore der Stadt außer dem Sphinxtor hat das Königstor eine von zwei Türmen flankierte Torkammer. Vom Aufbau her entspricht die Anlage derjenigen des Löwentors, jedoch in spiegelbildlicher Anordnung. Die Kammer misst 6,25 × 7,80 Meter. Die Türme sind 14,80 Meter tief, der rechte (südliche) ist 9,70 Meter breit, der linke 10,40 Meter. Sie stehen innen wie außen über die Stadtmauer hervor. Ihr Innenraum ist beim Südturm in sechs, beim Nordturm in vier Räume geteilt, die Mauern stehen noch bis zu 4,50 Metern hoch an. Sie sind aus Bruchstein gemauert, die Außenfronten sind polygonal gefügt. Die Frontseiten sind sorgfältig bearbeitet, die stadtseitige Front ist – wie bei den Türmen der Stadtmauern – durch drei Pilaster an den Ecken und in der Mitte gegliedert.
Die parabelförmigen Durchlässe auf beiden Seiten haben an der Basis eine Breite von 3,25 Metern, ihre Höhe wird mit etwa fünf Metern angenommen. Sie bestehen zu beiden Seiten aus je einem monolithen Block, auf den in Kragsteintechnik jeweils zwei versetzte Blöcke aufgesetzt sind. Die Blöcke sind mittels Bronzedübeln verbunden, einer davon ist in der Spalte bei dem südlichen inneren Pfeiler noch zu sehen. An der Innenseite dieser Gewändesteine sind auf Fußbodenhöhe Blöcke angebracht, auf deren Oberseite sich runde Steinpfannen befinden. Sie dienten als Lager, in denen sich die Türangeln drehten. Besonders an der äußeren Torseite sind noch gut die Schleifspuren der Türflügel zu erkennen. Verschlossen wurde das Tor demnach von zweiflügligen Holztüren. Diese konnten nochmals von innen mit Balken verriegelt werden. Einschublöcher der Balken sind ebenfalls noch erkennbar.
Der äußere Vorbau mit dem Aufweg zum Tor entspricht wiederum spiegelbildlich dem des Löwentors, sodass die Rampe hier nach Süden weist. Dem Tor ist außen direkt eine von einer Stützmauer gehaltene Terrasse vorgebaut, die einen Vorhof bildet. Er ist mit einer Mauer nach Osten und Süden und einer Bastion eingeschlossen. Nach Süden schließt sich dann die Straße über die Rampe an. Die Grundmauern der äußeren Toranlage sind hier besser erhalten und sichtbar als beim Löwentor.
In den inneren linken (nördlichen) Türpfeiler war zur Stadt hin die Skulptur eines nach rechts gewandten Kriegers als Relief eingearbeitet. Die Figur ist mit einer Größe von 2,25 Metern bis zur Helmspitze leicht überlebensgroß. Sie ist in einem bis zu 17 Zentimeter hohen Halbrelief gearbeitet, einzelne Teile fast als Vollplastik. Dargestellt ist eine männliche Gestalt, die lediglich mit einem Lendenschurz und einem Helm bekleidet ist. Der Wickelrock ist reich verziert und wird von einem straff geschnürten, breiten Gürtel gehalten. Vorn hängt schräg über den Saum bis zum Oberschenkel ein gefranstes Band herab. Das Stoffmuster ist durch eingravierte Bänder mit schrägen Linien gekennzeichnet. Hinter dem Gurt steckt eine Prunkaxt mit einer nach hinten gebogenen Schneide. Nach hinten läuft sie in vier Spitzen aus. An ihrem Griff hängt an einer Schnur eine Quaste. An der linken Körperseite trägt der Krieger ein kurzes Schwert in einer gebogen auslaufenden Scheide. Dessen halbmondförmiger Griff ragt über den Gürtel. Der Helm ist nach assyrischer Art spitz und hat Wangenklappen und einen über den Rücken herabhängenden Nackenschutz. Als Verzierung ist vorn ein gebogenes Horn aufgesetzt. Der Mann ist bartlos, seine langen Haare fallen unter dem Nackenschutz über die Schultern herab. Die Füße der Figur sind unbekleidet. Die Muskeln der Beine und die Gesichtszüge sind naturalistisch herausgearbeitet, das Brusthaar ist durch Gravuren fein angedeutet.
Die Deutung der Figur war zunächst umstritten. Puchstein berichtet, dass „Miss Dodd, von der amerikanischen Mädchenschule in Konstantinopel, die das Relief nach Entfernung unserer Schutzdecke zu sehen bekommen hat“, die Person als weiblich deutete. In dieser Ansicht schlossen sich ihr die britischen Forscher Sayce, Ramsay und Garstang an, die eine Amazone in einer Pelzjacke erkannten. Puchstein blieb bei seiner Deutung als männlichen Krieger: „Ich mag in der Beurteilung der alt-hethitischen Geschlechtskriterien nicht so kompetent sein wie Miss Dodd, aber ich kann nicht zugeben, daß mir und meinen Kameraden eine Verwechslung von Pelz und menschlicher Behaarung passiert wäre.“ Er hielt den Dargestellten für einen König, und zwar für denjenigen, der die Toranlage errichtet hatte. Inzwischen herrscht die Meinung vor, dass es sich um einen Gott handelt, aufgrund des Horns am Helm, das in hethitischen Darstellungen Göttern vorbehalten ist. Jürgen Seeher, Grabungsleiter in Ḫattuša von 1995 bis 2005, schlägt Šarrumma, den persönlichen Schutzgott Tudḫaliyas IV., vor.
Das Datum der Erbauung des Königstors bleibt noch unklar. Da sowohl Königstor als auch Löwentor etwas schräg in der Stadtmauer stehen, könnten sie nachträglich eingebaut worden sein. Die Tatsache, dass die Außenfassade des Löwentores nicht fertig bearbeitet ist, wird häufig als Hinweis darauf gesehen, dass die Handwerker wegen des Untergangs der Stadt im frühen 12. Jahrhundert v. Chr. die Arbeiten abbrachen. Der heutige Grabungsleiter Andreas Schachner hält dagegen auch für möglich, dass die zeitweise Verlegung der Hauptstadt unter Muwattalli II. am Anfang des 13. Jahrhunderts v. Chr. der Anlass für die Unterbrechung der Bauarbeiten gewesen sein könnte und demnach die Erbauung der Tore ins späte 14. Jahrhundert v. Chr. zu datieren wäre.

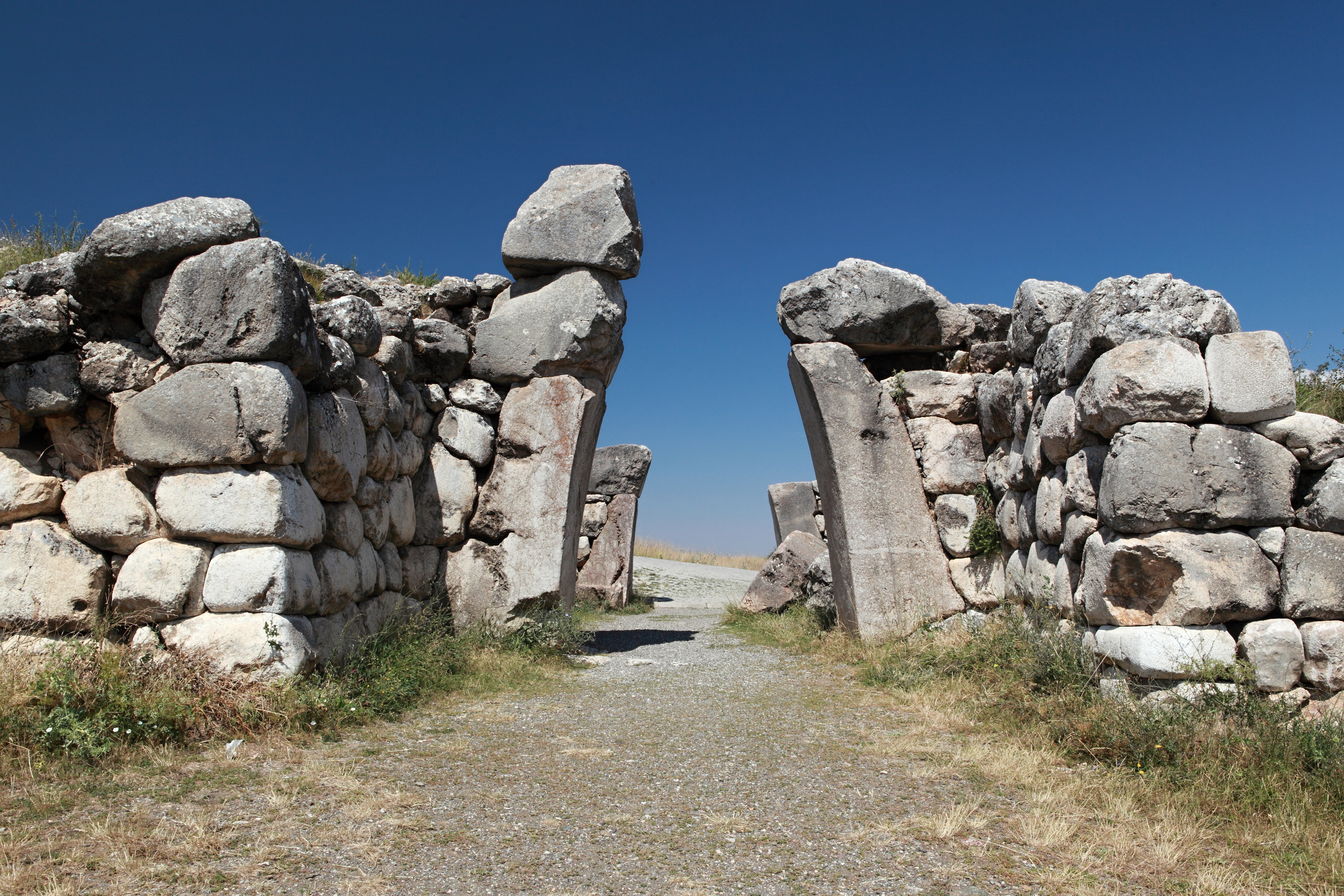
Außenseite
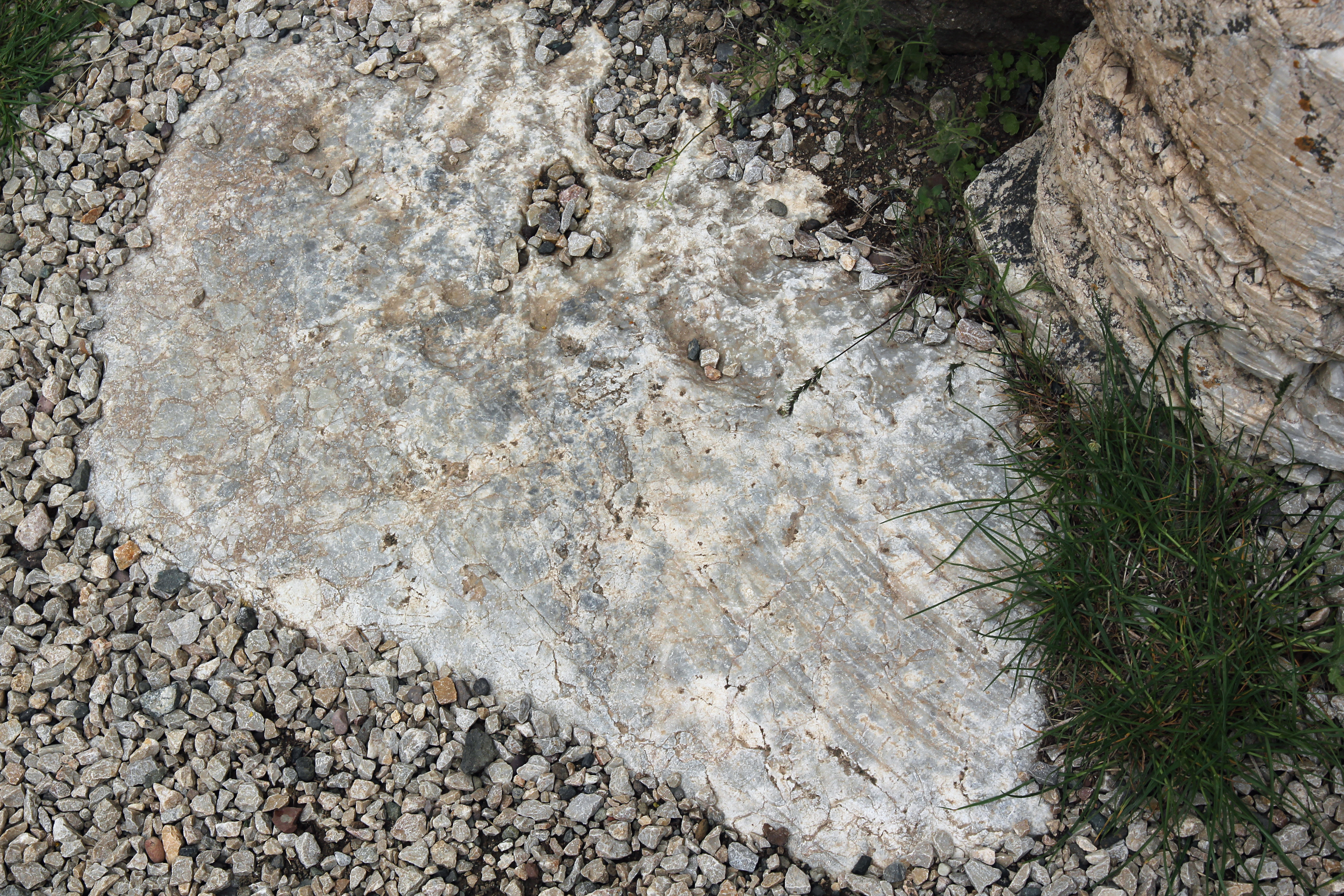
Schleifspuren der Torflügel
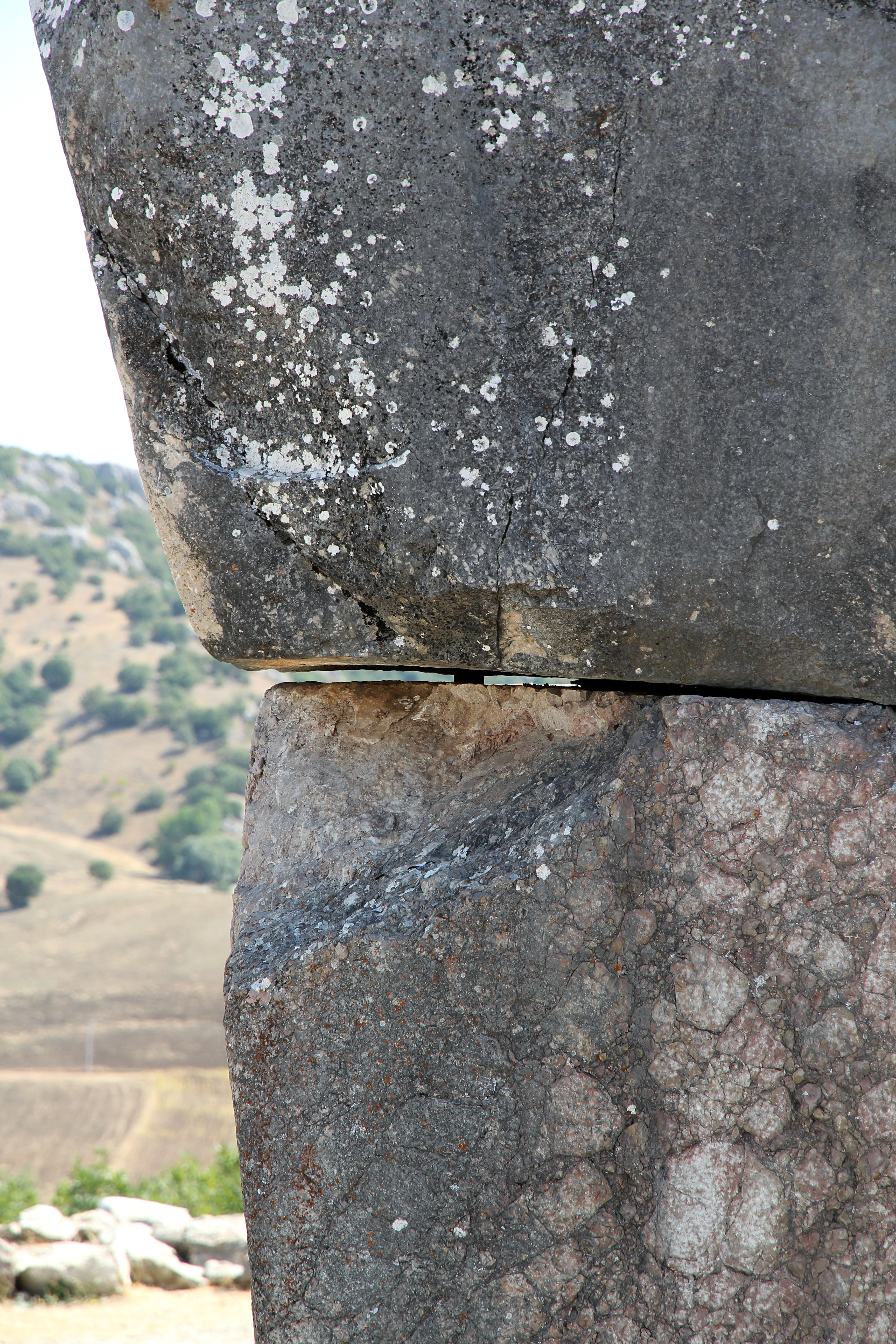
Bronzedübel zur Steinverbindung
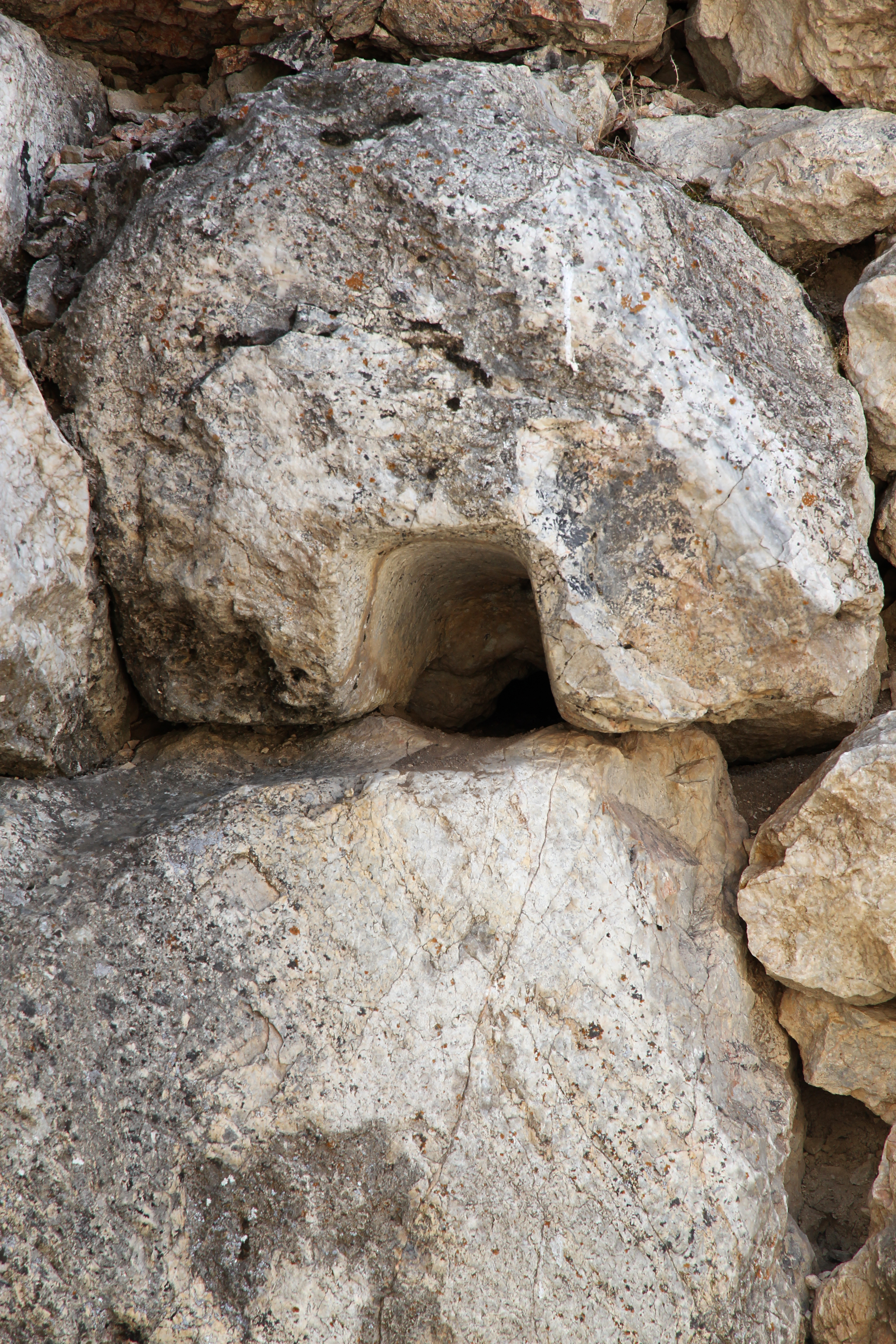
Balkenloch zur Verriegelung
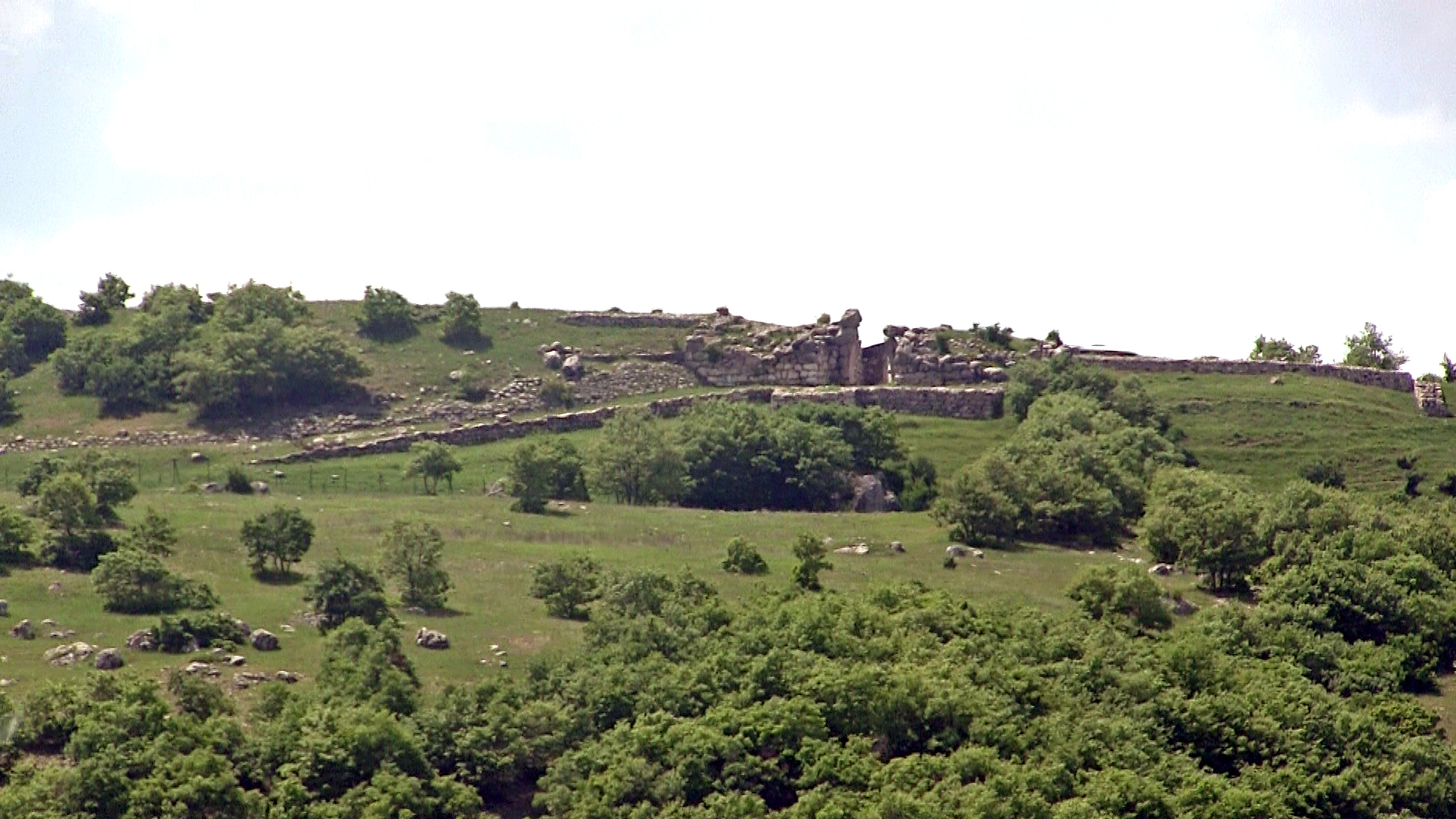
Toranlage von außen